# Moris Rišar
Žosef Anri Moris „Raketa” Rišar (4. avgust 1921 – 27. maj 2000) bio je kanadski profesionalni igrač hokeja na ledu koji je igrao 18 sezona u Nacionalnoj hokejaškoj ligi (NHL) za Montreal Kanadjense. On je bio prvi igrač u istoriji NHL-a koji je postigao 50 golova u jednoj sezoni, ostvarujući taj podvig u 50 utakmica u periodu 1944–45, i prvi koji je postigao 500 golova u karijeri. Rišar se penzionisao 1960. godine, kao vodeći igrač lige u golovima sa 544. On je osvojio Hartov trofej kao najvredniji igrač NHL-a 1947, igrao je u 13 sve-star igara i imenovan je u 14 postsezona NHL sve-star timova, osam u prvom timu. Godine 2017. Rišar je proglašen jednim od „100 najvećih NHL igrača” u istoriji.
Rišar, Elmer Lak i Toe Blejk su formirali „udarnu liniju”, visokobodovnu napadačku liniju iz 1940-ih. Rišar je bio član osam timova šampiona Stenli kapa, uključujući rekord lige pet puta zaredom između 1956. i 1960; bio je kapetan tima u zadnje četiri od tih sezona. Hokejska dvorana slavnih je napravila iznimku od svog uobičajenog petogodišnjeg perioda čekanja za sticanje podobnosti i uvela Rišara u dvoranu 1961. Godine 1975, on je primljen u Kanadsku sportsku dvoranu slavnih. Kanađani su penzionisali njegov broj 9, 1960. godine, a 1999. godine formiran je Trofej Morisa „Rakete” Rišara, koji se svake godine dodeljuje vodećem strelcu regularnog dela lige.

## Detinjstvo i mladost
Žozef Anri Moris Rišar rođen je 4. avgusta 1921. godine u Montrealu u Kvebeku. Njegovi roditelji, Onesim Rišar i Alis Larami, obitavali su u regiji Gaspe u Kvebeku, pre nego što su se preselili u Montreal, gde su se naselili u kvartu Nuvo-Bordo. Moris je bio najstarije od osmoro dece; imao je tri sestre: Žoržet, Rolan i Margerit; i četvoro braće: Rene, Žak, Anri i Klod. Onesim je bio stolar po zanatu i zaposlio se u Kanadskoj pacifičkoj železnici ubrzo nakon što se Moris rodio. Rišarovi su teško živeli tokom Velike depresije; Onesim je izgubio posao 1930. godine, i porodica se oslanjala na državnu pomoć sve dok ga železnica nije ponovo zaposlila oko 1936.
Rišar je dobio svoj prvi par klizaljki kada mu je bilo četiri godine, i odrastao je klizajući se po lokalnim rekama i maloj dvorišnoj ledenoj površini koju je njegov otac stvorio. Organizovani hokej nije igrao do svoje 14. godine. Umesto toga, Rišar je razvio svoje veštine igrajući šini i „hog” - igru koja je zahtevala da nosač paka drži pak dalje od drugih što duže moguće. Mada je isto tako igrao bejzbol i bavio se bokssom, hokej je bio njegova strast. Nakon što je počeo da igra u organizovanim ligama, Rišar je sarađivao sa nekoliko timova koristeći pseudonime poput „Moris Rišon” kako bi izbegao pravila koja igrače ograničavaju na jedan tim. U jednoj ligi vodio je svoj tim na tri uzastopna prvenstva i postigao 133 od 144 gola svog tima u sezoni 1938–39.
Sa 16 godina, Rišar je napustio školu kako bi radio sa ocem kao mašinovođa. Upisao se u tehničku školu, sa namerom da stekne trgovački sertifikat. Sa 18 godina Rišar se pridružio Verden Juniorsu, mada je kao novajlija dobijao malo vremana na ledu u regularnoj sezoni. U deset utakmica regularne sezone postigao je četiri gola, a u četiri utakmice plejofa doprineo je sa šest golova Verdenovoj pobedi na provincijskom prvenstvu. On je unapređen u podružnicu Montreal Kanadjensa u Seniorskoj hokejaškoj ligi u Kvebeka 1940. godine, ali je u prvoj utakmici zadobio slomljen gležanj nakon udara u daske i propustio je ostatak sezone. Povreda je takođe ukinula njegove nade da će se pridružiti Kanadskoj vojsci: on je pozvan u regrutni centar sredinom 1941. godine, ali je smatran nepodobnim za borbu.
Izvan leda je Rišar bio tih, skroman mladić, koji je malo govorio. Svoju buduću suprugu Lucil Norše upoznao je kada mu je bilo sedamnaest godina, a njoj skoro četrnaest. Bila je mlađa sestra jednog od njegovih saigrača u Bordou. Njena bistra, društvena persona upotpunjavala je Rišarovu rezervisanu prirodu. Lucil se pokazala sposobnom da ga vodi kroz iskušenja i razočaranja koja je doživeo u hokeju i u životu. Oni su bili zaručeni kada je on imao 20 godina, i iako su njeni roditelji smatrali da je premlada, venčali su se 12. septembra 1942, kada je ona imala sedamnaest godina.

## Statistike karijere
| 1939–40    | Verden mejpl lifsi        | QJHL       | 10  | 4   | 1   | 5   | 2    | 4   | 6  | 3  | 9   | 2   |
| 1939–40    | Verden mejpl lifsi        | QSHL       | 1   | 0   | 1   | 1   | 0    | —   | —  | —  | —   | —   |
| 1939–40    | Verden mejpl lifsi        | Mem. kup   | —   | —   | —   | —   | —    | 7   | 7  | 9  | 16  | 16  |
| 1940–41    | Montreal Kanadjensi (Sr.) | QSHL       | 1   | 0   | 1   | 1   | 0    | —   | —  | —  | —   | —   |
| 1941–42    | Montreal Kanadjensi (Sr.) | QSHL       | 31  | 8   | 9   | 17  | 27   | 6   | 2  | 1  | 3   | 6   |
| 1942–43    | Montreal Kanadjensi       | NHL        | 16  | 5   | 6   | 11  | 4    | —   | —  | —  | —   | —   |
| 1943–44    | Montreal Kanadjensi       | NHL        | 46  | 32  | 22  | 54  | 45   | 9   | 12 | 5  | 17  | 10  |
| 1944–45    | Montreal Kanadjensi       | NHL        | 50  | 50  | 23  | 73  | 46   | 6   | 6  | 2  | 8   | 10  |
| 1945–46    | Montreal Kanadjensi       | NHL        | 50  | 27  | 22  | 49  | 50   | 9   | 7  | 4  | 11  | 15  |
| 1946–47    | Montreal Kanadjensi       | NHL        | 60  | 45  | 26  | 71  | 69   | 10  | 6  | 5  | 11  | 44  |
| 1947–48    | Montreal Kanadjensi       | NHL        | 53  | 28  | 25  | 53  | 89   | —   | —  | —  | —   | —   |
| 1948–49    | Montreal Kanadjensi       | NHL        | 59  | 20  | 18  | 38  | 110  | 7   | 2  | 1  | 3   | 14  |
| 1949–50    | Montreal Kanadjensi       | NHL        | 70  | 43  | 22  | 65  | 114  | 5   | 1  | 1  | 2   | 6   |
| 1950–51    | Montreal Kanadjensi       | NHL        | 65  | 42  | 24  | 66  | 97   | 11  | 9  | 4  | 13  | 13  |
| 1951–52    | Montreal Kanadjensi       | NHL        | 48  | 27  | 17  | 44  | 44   | 11  | 4  | 2  | 6   | 6   |
| 1952–53    | Montreal Kanadjensi       | NHL        | 70  | 28  | 33  | 61  | 112  | 12  | 7  | 1  | 8   | 2   |
| 1953–54    | Montreal Kanadjensi       | NHL        | 70  | 37  | 30  | 67  | 112  | 11  | 3  | 0  | 3   | 22  |
| 1954–55    | Montreal Kanadjensi       | NHL        | 67  | 38  | 36  | 74  | 125  | —   | —  | —  | —   | —   |
| 1955–56    | Montreal Kanadjensi       | NHL        | 70  | 38  | 33  | 71  | 89   | 10  | 5  | 9  | 14  | 24  |
| 1956–57    | Montreal Kanadjensi       | NHL        | 63  | 33  | 29  | 62  | 27   | 10  | 8  | 3  | 11  | 8   |
| 1957–58    | Montreal Kanadjensi       | NHL        | 28  | 15  | 19  | 34  | 28   | 10  | 11 | 4  | 15  | 10  |
| 1958–59    | Montreal Kanadjensi       | NHL        | 42  | 17  | 21  | 38  | 27   | 4   | 0  | 0  | 0   | 2   |
| 1959–60    | Montreal Kanadjensi       | NHL        | 51  | 19  | 16  | 35  | 50   | 8   | 1  | 3  | 4   | 2   |
| NHL ukupno | NHL ukupno                | NHL ukupno | 978 | 544 | 422 | 966 | 1285 | 133 | 82 | 44 | 126 | 188 |

## Nagrade i počasti
| Nagrada                         | Godina                                                                 | Ref.   |
| ------------------------------- | ---------------------------------------------------------------------- | ------ |
| Prvi svezvezdani tim            | 1944–45, 1945–46, 1946–47, 1947–48, 1948–49, 1949–50, 1954–55, 1955–56 | [ 20 ] |
| Drugi svezvezdani tim           | 1943–44, 1950–51 1951–52, 1952–53 1953–54, 1956–57                     | [ 20 ] |
| 8x šampion Stenli kupa          | 1943–44, 1945–46, 1952–53, 1955–56, 1956–57, 1957–58, 1958–59, 1959–60 |        |
| Hartov trofej Najvredniji igrač | 1946–47                                                                | [ 21 ] |

| Nagrada                                  | Godina          | Ref.   |
| ---------------------------------------- | --------------- | ------ |
| Muški sportista godine                   | 1952, 1957 1958 | [ 22 ] |
| Lou Maršov trofej Kanadski atleta godine | 1957            | [ 23 ] |

## Literatura
- Career statistics: Maurice Richard playing card, National Hockey League, Приступљено 3. 3. 2014
- Cameron, Steve, ур. (2013), Hockey Hall of Fame Book of Players, Richmond Hill, Ontario: Firefly Books, ISBN 978-1-77085-224-2
- Looking back on the milestone Richard Riot, Canadian Broadcasting Corporation, 17. 3. 1975, Приступљено 21. 8. 2018
- Carrier, Roch (2001), Our Life With The Rocket: The Maurice Richard Story, Fischman, Sheila (translator), Toronto, Ontario: Penguin Books, ISBN 0-670-88375-1
- Diamond, Dan (2013), National Hockey League Official Guide & Record Book 2014, Toronto, Ontario: Diamond Sports Data, Inc., ISBN 978-1-894801-26-3
- Foran, Charles (2011), Maurice Richard, Toronto, Ontario: Penguin Books, ISBN 978-0-670-06412-0
- Lavigne, Carl, ур. (2013), 2013–14 Montreal Canadiens Media Guide, Montreal Canadiens Hockey Club
- McKinley, Michael (2006), Hockey: A People's History, Toronto, Ontario: McClelland & Stewart, ISBN 0-7710-5769-5
- Melançon, Benoît (2009), The Rocket: A Cultural History, Reed, Fred A. (translator), Vancouver, British Columbia: Greystone Books, ISBN 978-1-55365-336-3
- O'Brien, Andy (1961), Rocket Richard, Toronto, Ontario: Ryerson Press
- O'Brien, Andy (2001), Rocket Richard, Toronto, Ontario: Ryerson Press, ISBN 978-0-9686220-4-9
- Pincus, Arthur (2006), The Official Illustrated NHL History, Montreal, Quebec: Readers Digest, ISBN 0-88850-800-X
- Podnieks, Andrew (2003), Players: The ultimate A–Z guide of everyone who has ever played in the NHL, Toronto, Ontario: Doubleday Canada, ISBN 0-385-25999-9

## Spoljašnje veze
- Biographical information and career statistics from NHL.com, or Eliteprospects.com, or Hockey-Reference.com, or Legends of Hockey, or The Internet Hockey Database